# Pinanga basilanensis
Pinanga basilanensis är en enhjärtbladig växtart som beskrevs av Odoardo Beccari. Pinanga basilanensis ingår i släktet Pinanga och familjen Arecaceae. Inga underarter finns listade i Catalogue of Life.